# Nuoto ai XIX Giochi asiatici - 400 metri stile libero maschili
La gara dei 400 metri stile libero maschili di nuoto ai XIX Giochi asiatici si è svolta il 29 settembre 2023, durante i XIX Giochi asiatici, presso l'Hangzhou Olympic Sports Expo Center.

## Podio
| Pos.    | Atleta           | Nazione       |
| ------- | ---------------- | ------------- |
| Oro     | Kim Woo-min      | Corea del Sud |
| Argento | Pan Zhanle       | Cina          |
| Bronzo  | Nguyễn Huy Hoàng | Vietnam       |

## Record
Prima della manifestazione il record del mondo (RM), il record asiatico (AS) e il record dei giochi (RC) erano i seguenti.
|  | 3'40"07 | Paul Biedermann | 26 luglio 2009 Roma        |
|  | 3'40"14 | Sun Yang        | 28 luglio 2012 Londra      |
|  | 3'41"53 | Park Tae-hwan   | 16 novembre 2010 Guangzhou |

Durante la competizione non sono stati migliorati record. 

## Programma
| Data              | Ora (UTC+8) | Turno    |
| ----------------- | ----------- | -------- |
| 29 settembre 2024 | 11:02       | Batterie |
| 29 settembre 2024 | 20:21       | Finale   |

## Risultati

### Batterie
| Pos. | Batteria | Corsia | Atleta                      | Nazionalità   | Tempo   | Note |
| ---- | -------- | ------ | --------------------------- | ------------- | ------- | ---- |
| 1    | 4        | 4      | Kim Woo-min                 | Corea del Sud | 3'49"03 | Q    |
| 2    | 4        | 5      | Khiew Hoe Yean              | Malaysia      | 3'51"31 | Q    |
| 3    | 4        | 6      | Kaito Tabuchi               | Giappone      | 3'52"28 | Q    |
| 4    | 4        | 3      | Nguyễn Huy Hoàng            | Vietnam       | 3'53"04 | Q    |
| 5    | 3        | 5      | Zhang Ziyang                | Cina          | 3'53"21 | Q    |
| 6    | 3        | 4      | Pan Zhanle                  | Cina          | 3'53"38 | Q    |
| 7    | 3        | 3      | Ikki Imoto                  | Giappone      | 3'53"62 | Q    |
| 8    | 3        | 2      | Glen Lim                    | Singapore     | 3'54"45 | Q    |
| 9    | 3        | 7      | Do Ngoc Vinh                | Vietnam       | 3'57"20 |      |
| 10   | 3        | 8      | Ratthawit Thammananthachote | Thailandia    | 3'57"88 |      |
| 11   | 4        | 2      | Aryan Nehra                 | India         | 3'58"18 |      |
| 12   | 4        | 8      | Ardi Zulhilmi Bma           | Singapore     | 3'58"36 |      |
| 13   | 4        | 1      | Tan Kai Xin                 | Malaysia      | 3'58"62 |      |
| 14   | 3        | 1      | Karel Subagyo               | Indonesia     | 3'59"07 |      |
| 15   | 3        | 6      | Cheuk Ming Ho               | Hong Kong     | 3'59"52 |      |
| 16   | 2        | 5      | Egor Petryakov              | Uzbekistan    | 3'59"56 |      |
| 17   | 4        | 7      | Kshagra Rawat               | India         | 4'01"24 |      |
| 18   | 2        | 4      | He Shing Ip                 | Hong Kong     | 4'06"53 |      |
| 19   | 2        | 3      | Sauod Alshamroukh           | Kuwait        | 4'06"70 |      |
| 20   | 1        | 4      | Muhammad Amaan Siddiqui     | Pakistan      | 4'19"71 |      |
| 21   | 2        | 7      | Nasir Yaha Hussian          | Nepal         | 4'22"03 |      |
| 22   | 2        | 6      | Ahmed Diab                  | Qatar         | 4'22"30 |      |
| 23   | 1        | 5      | Gongor Maldar               | Mongolia      | 4'29"17 |      |
| 24   | 2        | 2      | Abdulla Alkhaldi            | Qatar         | 4'30"82 |      |
| 25   | 1        | 3      | Javkhlan Bayamunkh          | Mongolia      | 4'49"22 |      |

### Finale
| Pos. | Corsia | Atleta           | Nazionalità   | Tempo   | Note |
| ---- | ------ | ---------------- | ------------- | ------- | ---- |
|      | 4      | Kim Woo-min      | Corea del Sud | 3'44"36 |      |
|      | 7      | Pan Zhanle       | Cina          | 3'48"81 |      |
|      | 6      | Nguyễn Huy Hoàng | Vietnam       | 3'49"16 |      |
| 4    | 5      | Khiew Hoe Yean   | Malaysia      | 3'49"47 |      |
| 5    | 1      | Ikki Imoto       | Giappone      | 3'50"09 |      |
| 6    | 2      | Zhang Ziyang     | Cina          | 3'50"12 |      |
| 7    | 3      | Kaito Tabuchi    | Giappone      | 3'50"63 |      |
| 8    | 8      | Glen Lim Jun Wei | Singapore     | 3'53"47 |      |